# 마이크로소프트 오피스 2000
마이크로소프트 오피스 2000(영어: Microsoft Office 2000, 코드명 오피스 9)은 오피스 제품군으로, 오피스 97의 다음 버전이며 오피스 XP의 이전 버전이다. 또한 이스터 에그를 가진 마지막 버전이며, 오피스 XP부터는 이스터 에그를 갖지 않는다. 그리고 정품 인증을 하지 않는 마지막 버전이다.

## 에디션
오피스 2000에는 다섯 개의 에디션이 있다.
| 오피스 프로그램     | 스탠다드 | 스몰 비즈니스 | 프로페셔널 | 프리미엄 | 개발자 |
| ------------------- | -------- | ------------- | ---------- | -------- | ------ |
| 워드 2000           | 포함     | 포함          | 포함       | 포함     | 포함   |
| 엑셀 2000           | 포함     | 포함          | 포함       | 포함     | 포함   |
| 아웃룩 2000         | 포함     | 포함          | 포함       | 포함     | 포함   |
| 파워포인트 2000     | 포함     | 미포함        | 포함       | 포함     | 포함   |
| 퍼블리셔 2000       | 미포함   | 포함          | 포함       | 포함     | 포함   |
| 스몰 비즈니스 도구  | 미포함   | 포함          | 포함       | 포함     | 포함   |
| 액세스 2000         | 미포함   | 미포함        | 포함       | 포함     | 포함   |
| 프론트페이지 2000   | 미포함   | 미포함        | 미포함     | 포함     | 포함   |
| 포토드로 2000       | 미포함   | 미포함        | 미포함     | 포함     | 포함   |
| 디벨로퍼 도구와 SDK | 미포함   | 미포함        | 미포함     | 미포함   | 포함   |

스탠다드 에디션에는 워드프로세서인 워드 2000, 스프레드시트인 엑셀 2000, 개인 정보 관리자인 아웃룩 2000, 프레젠테이션 소프트웨어인 파워포인트 2000이 있다. 프로페셔널에는 스탠다드 에디션의 소프트웨어를 포함하며, 그 외 출판 프로그램인 퍼블리셔 2000, 데이터베이스 소프트웨어인 액세스 2000이 있다. 그리고 프리미엄 에디션에는 프로페셔널의 소프트웨어를 포함하며, 그 외 HTML 에디터인 프론트페이지 2000과 벡터 그래픽 그리기 프로그램인 포토드로 2000이 있다.
위의 버전 숫자는 2000년 문제를 해결하기 위해 2000을 전부 표기하였다. 그전에는 '96, '97로 표기하였기 때문에 오피스 95, 오피스 97로 표기하였다. 그러나 버전 표기를 97 / 98을 혼합하여 표기하였다. 즉 워드 97, 엑셀 97, 파워포인트 97, 아웃룩 98, 액세스 97, 퍼블리셔 98, 프론트페이지 98로 표기하였으며 이들 프로그램은 오피스 2000의 기초 디자인이었다. 포토드로는 이전의 픽처 잇을 대체하였다.